# Лакшманасена
Лакшманасена (*লক্ষ্মণসেন, 1178—1206) — 4-й магараджа з династії Сена у 1179—1206 роках.

## Життєпис
Став магараджею після смерті батька Балласени у 1179 році. З успіхом воював проти володарів Гауди, Камарупи, Калінги, Каші. Він встановив у містах Аґґра, Пурі й Варанасі переможні колони. Після цього завдав поразки раджпутам з клану Гаґадавалам, захопив землі на території сучасного округу Гайя у Біхарі.
Втім, наприкінці правління Лакшманасени держава дедалі більше зазнавала зовнішнього тиску, особливо з боку мусульманських загарбників, водночас розпочалися внутрішня повстання проти влади Сена. У 1204—1205 році внаслідок війни з мусульманами на чолі з Мухамадом Бахтіяром Хілджі, війська Лакшманасени зазнали поразки, а сам він змушений був залишити свою столицю Надію. Новою столицею стало місто Лакхнауті, але Лакшманасена помер незабаром, у 1206 році.

## Культура
На відміну від своїх попередників-шиваїстів Лакшманасена сповідував вішнуїзм. Водночас він доволі толерантно ставився до всіх релігій.
Його двір був центром індійської культури на північному сході Індостану. Лакшманасена надавав покровительство поетам Джаядева, Дхої, Сарана, Говардхана. Великий вчений Халаюдха був першим його радником і головним суддею.
Сам Лакшманасена був талановитим письменником. Він завершив працю свого батька — «Адбхутасагара». Також відомий як автор віршів, написаних санскритом.